# サクセス/愛しのティナ
「サクセス/愛しのティナ」（サクセス/いとしのティナ）は、ダウン・タウン・ブギウギ・バンドの9作目のシングル。1977年3月20日にEXPRESSから発売された。当初、表題曲は「サクセス」だったが後に両A面扱いとなり、ジャケットの表記も変更された。

## 背景
「サクセス」は、資生堂化粧品の夏のキャンペーン ″アクエア ビューティケイク″ CMソングとして使用され、TV等で頻繁に流された。最初からタイトルは決まっており、「その言葉を歌詞に使ってほしい」というスポンサー側の意向もあり、ダウン・タウン・ブギウギ・バンドのリーダーである宇崎竜童は、注文商品としてこの曲を作った。このキャンペーンには「働く女の人」というコンセプトが設けられており、「若い頃モデルでバリバリに活躍していたティナという女性が、モデルを辞めてキャリアウーマンに転身した」というイメージだったが、当初はダウン・タウン・ブギウギ・バンドが歌うことは想定されていなかった。歌手はプロ、アマチュア、男女を問わず選出するという形で、何十人かオーディションを行ったがいずれも決め手に欠けた。それ以前の資生堂のCMといえば、おしゃれ産業の最たるものというイメージが強く、同年春のキャンペーン・ソングには尾崎亜美の「マイ・ピュア・レディ」が、それ以前にもりりィの「家へおいでよ」など、基本的に女性歌手が起用されていたため、ツナギ姿にサングラスをかけた強面の男たちではとても購買層にはそぐわないと、当初スポンサー側からの反対は大きかった。結果的には音楽制作のプロデューサーが最終的に宇崎を指差し、「自分たちでやれば」と発言したことが決め手となり、ダウン・タウン・ブギウギ・バンドが自らの歌と演奏で「サクセス」を発表する運びとなる。この曲が好評を博したことがきっかけとなり、それ以降資生堂の夏のキャンペーン・ソングは、翌1978年に矢沢永吉の「時間よ止まれ」、1979年はツイストの「燃えろいい女」が採用されるなど、ロック系アーティストが担当するようになった。
シングルレコードはオリコンチャートの2位まで上昇する大ヒットとなり、「スモーキン・ブギ」「港のヨーコ・ヨコハマ・ヨコスカ」と並ぶ彼らの代表作となった。

## 制作
「サクセス」は、元々他人が歌う予定で書いた曲だけに、宇崎は夏らしくラテン・ロックのような曲調を考えていた。それはダウン・タウン・ブギウギ・バンドとしては演奏したことのないタイプのサウンドだったため、バンドとしても新たな試みであった。スピード感溢れるラテン調のサウンドは、その後発表された楽曲「乾いた花」などに採り入れられていく。
発売当初B面曲だった「愛しのティナ」は「サクセス」と同時進行で制作が進められた。この曲は同CMのヒロインである“ティナ”のイメージ・ソングとして作られ、キャンペーンの後半からCMで流された。宇崎が得意とするブルース風の旋律ではなく、ライトなタッチのナンバーで、ボーカルも宇崎ではなくベースの新井武士とリード・ギターの和田静男が担当している。

## アートワーク
再発盤のシングル・ジャケットでは「愛しのティナ」のタイトルを左の上部に配置し、文字のサイズは「サクセス」とほぼ同じものに変更され、両A面扱いとなった。

## 収録曲
2曲とも、作詞：阿木燿子／作曲：宇崎竜童／編曲：千野秀一
SIDE A
サクセス（SUCCESS）〔3分12秒〕
SIDE B
愛しのティナ（TINA）〔3分36秒〕